# Sedum vulgare
Sedum vulgare là một loài thực vật có hoa trong họ Crassulaceae. Loài này được Link miêu tả khoa học đầu tiên.